# 劣等感

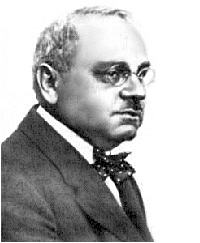
アルフレッド・アドラー

劣等感（れっとうかん、英: Inferiority complex）は、自分が他人に劣っていると感じること。劣後感（れつごかん）ともいう。強烈な不平等感を持つ人々を記述するために使用される心理学用語であり、それによって多くの場合、極端な内気、自己隔離、社会的従順などが発生する。劣等感はしばしば、ある人がすべての他人よりも何らかの形で不足している、または劣っているという信念から生じる 。
精神分析学の用語としては、ジークムント・フロイトが自著で用いたのが初出で、後に同僚のカール・ユングの著作でも用いられた。古典アドラー心理学の創立者アルフレッド・アドラーは、多くの神経症はこの劣等感を過剰に埋め合わせようとすることにその原因があると考えた。
日本では、一般的に誤ってコンプレックスを単に劣後感を指して用いられることがあるが、心理学用語としてのコンプレックスは、無意識下に抑圧され、固着され、ときに強い感情を誘発する観念の複合体（complex）を指すのであり、劣等感は正しくは「Inferiority complex（インフェリオリティ コンプレックス）」である。

## 概要
これは主に人間の心（精神）に発生する感覚である。人間は成長の過程で自我を発達させるが、この段階で他人との競争意識が生まれ、その競争面での挫折の結果が劣後感とみなされる。劣後感はこれを抱く人を憂鬱（暗く沈んだ気持ち）にさせるが、同時に克服することで更なる展望を生む。多くの場合、児童や青少年は様々な劣後感を抱いている。しかしそれらは成長途上における苦しみであるといえる。
アルフレッド・アドラーによれば劣等感は、子供の頃の成長環境（たとえば兄弟と比較される）、身体的および精神的な制限、社会的差別の経験（たとえば人種、経済状況、性別による機会不平等）によって引き起こされる可能性があるという 。